# Valdegovía
Valdegovía (baskijski: Gaubea) – gmina w Hiszpanii, w prowincji Araba, w Kraju Basków, o powierzchni 238,27 km². W 2011 roku gmina liczyła 1067 mieszkańców.